# Endelave Vildtreservat
Endelave Vildtreservat er et et område øst for færgelejet ved Endelave By på ca. 190 ha søterritorium i vinklen af øen, hvor der er forbud mod jagt.
Det blev oprettet som vildtreservat 1. september 1999 med formålet  at beskytte et område ved Endelave som raste- og fourageringsområde for vandfugle. Det indgår i Natura 2000-område nr. 56 Horsens Fjord, havet øst for og Endelave og fuglebeskyttelsesområde F36
I havområdet raster ofte store flokke af ænder, men de lavvandede kystområder og strandengene er vigtige områder for rastende og fouragerende fugle.
Det mest betydningsfulde område er vigen og strandengen Flasken, der har både tidevandsrender og strandsøer, som giver gode fourageringsmuligheder for vadefugle.